# Fāqūs
Fāqūs är en ort i Egypten.   Den ligger i guvernementet ash-Sharqiyya, i den norra delen av landet, 90 km nordost om huvudstaden Kairo. Fāqūs ligger 13 meter över havet och antalet invånare är 62 821.
Terrängen runt Fāqūs är mycket platt. Runt Fāqūs är det tätbefolkat, med 356 invånare per kvadratkilometer. Närmaste större samhälle är Abu Kabir, 12,4 km väster om Fāqūs. Trakten runt Fāqūs består till största delen av jordbruksmark.